# Hermanas del Sagrado Corazón de Jesús
Las Hermanas del Sagrado Corazón de Jesús  es una institución religiosa, de derecho pontificio, fundada en Ciudad de México en 1912 por Elisa Margarita Berruecos y Juvera. Las religiosas de este instituto, posponen a su nombre las siglas, H.S.C.J.

## Breve historia
Fue fundado por Elisa Margarita Berruecos (1874-1944) que estaba dirigida espiritualmente por el padre José María Troncoso (1865-1929), para dar amparo a los muchos niños pobres y abandonados originados por la Revolución mexicana. En 1907 abre una primera casa con ayuda de religiosas de otras Congregaciones y en 1911 se ponen los cimientos para la nueva, que llevará el nombre de «Pía asociación del consuelo del Sagrado Corazón». Fue aprobada por la Santa Sede bajo el pontificado de Juan Pablo II el 10 de junio de 1979.
Con la aprobación de la Santa Sede en 1979 adopta el nombre de Hermanas del Sagrado Corazón de Jesús. En 2012 contaba con 124 religiosas, 22 novicias y 22 casas distribuidas en México y en Perú.